# Paraná (Entre Ríos)
Paraná is een stad in het Argentijnse departement Paraná van de provincie  Entre Ríos. De plaats telt 237.968 inwoners en is de hoofdstad van de provincie Entre Ríos.
Paraná is sinds 1859 de zetel van een rooms-katholiek bisdom en sinds 1934 van een aartsbisdom.

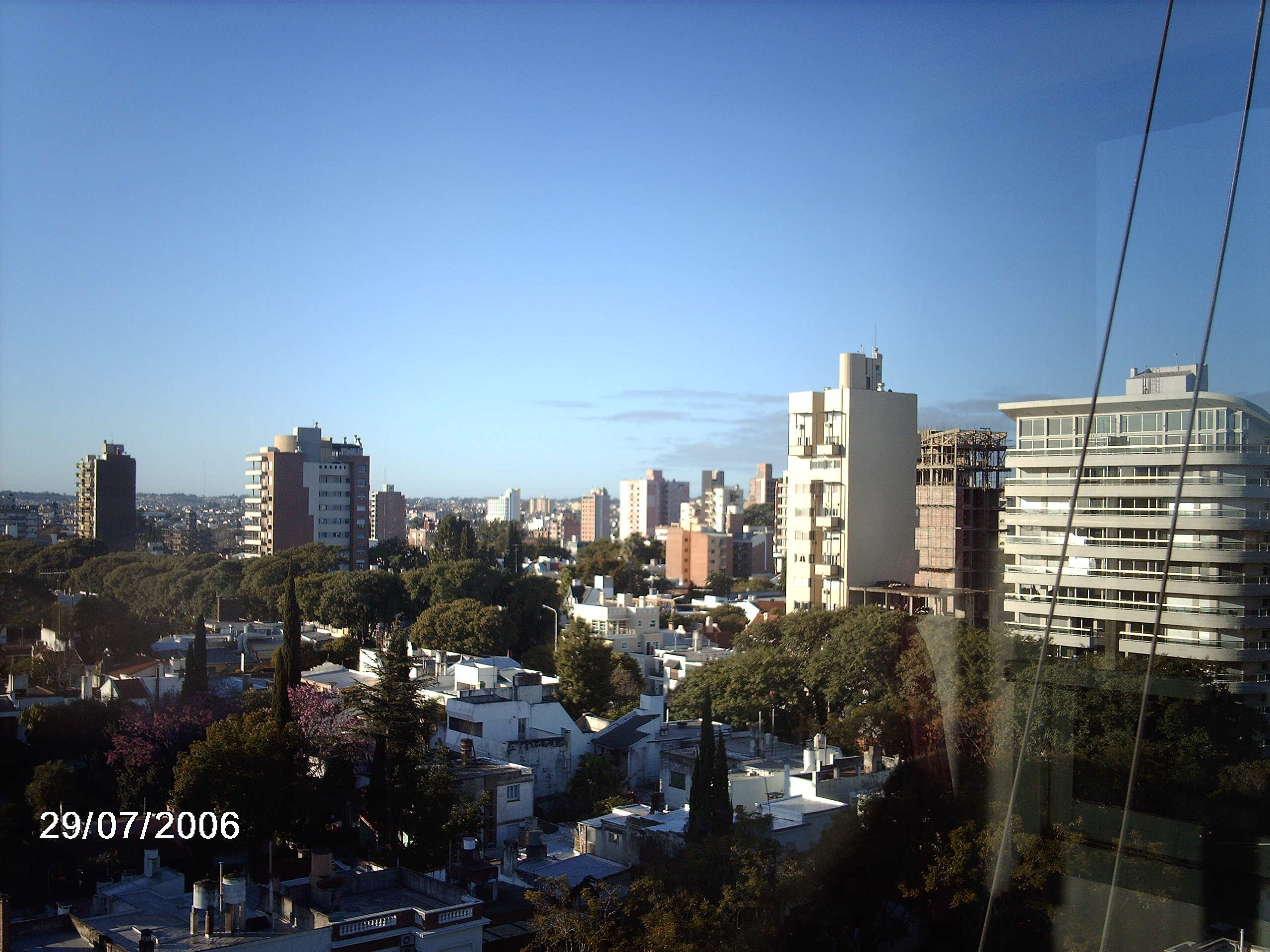
Paraná

## Geboren
- Roberto Ayala (1973), voetballer